# Albert LeGatt

Erzbischofswappen von Albert LeGatt

Albert LeGatt (* 6. Mai 1953 in Melfort) ist Erzbischof von Saint-Boniface.

## Leben
Albert LeGatt empfing am 9. Juni 1983 die Priesterweihe.
Papst Johannes Paul II. ernannte ihn am 26. Juli 2001 zum Bischof von Saskatoon. Der Bischof von Prince-Albert, Blaise-Ernest Morand, spendete ihm am 5. Oktober desselben Jahres die Bischofsweihe; Mitkonsekratoren waren James Martin Hayes, Alterzbischof von Halifax, und Peter Joseph Mallon, Erzbischof von Regina.
Am 3. Juli 2009 wurde er zum Erzbischof von Saint-Boniface ernannt und am 21. September desselben Jahres in das Amt eingeführt.